# Relativna molekulska masa
Relativna molekulska masa (kraj. Mr) je vsota relativnih atomskih mas (Ar) vseh atomov, ki sestavljajo določeno molekulo. Pove nam, kolikokrat je masa neke molekule večja od 1/12 mase atoma ogljikovega izotopa 12C. Relativne molekulske mase nimajo enote.
{\displaystyle M_{r}={\frac {masa\ 1\ molekule\ snovi}{{\frac {1}{12}}\ mase\ atoma\ ^{12}C}}}

### Primer
Primer izračuna relativne molekulske mase za molekulo ogljikovega dioksida (CO2):
CO2
Ar(C) = 12,0
Ar(O) = 16,0
Mr(CO2) =  Ar(C) + 2×  Ar(O) =12,0 + 2 × 16,0 = 44,0